# Region Kayes
Kayes ist eine Verwaltungsregion Malis mit  1.996.812 Einwohnern. Ihre Hauptstadt ist das gleichnamige Kayes, weitere Städte sind Nioro du Sahel und Bafoulabé.
Ethnien in Kayes sind die Khassonké, Malinke, Soninke und Fulbe.

## Geographie

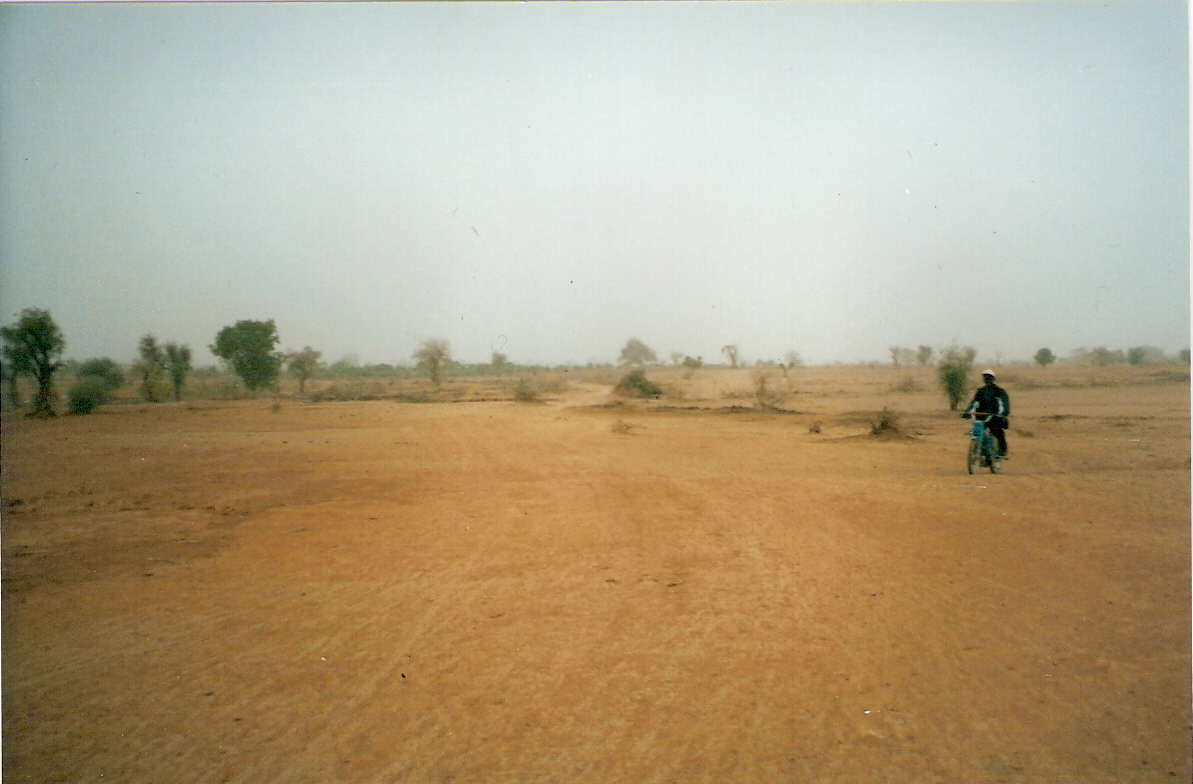
Landschaft im Nordwesten von Kayes nahe der senegalesischen Grenze

Die Region Kayes liegt im Westen Malis, angrenzend an Guinea, Senegal und Mauretanien. Das Klima geht von relativ feuchtem Klima im Süden über sudanische Verhältnisse zu der Sahelzone im Norden über.
Bei Bafoulabé vereinigen sich die Flüsse Bafing und Bakoyé zum Senegal.

## Geschichte
Zu Beginn des 19. Jahrhunderts lag hier das Königreich von Khasso.
Im Jahr 1892 wurde die Stadt Kayes Hauptstadt der Kolonie Französisch-Sudan.

## Kreise
Bafoulabé, Diéma, Kita, Kéniéba, Kayes, Nioro du Sahel, Yélimané